# Vallada
Vallada és un municipi del País Valencià a la comarca de la Costera. Limita amb els termes de Moixent i Montesa (a la mateixa comarca), amb Aielo de Malferit i Ontinyent (a la Vall d'Albaida) i amb Enguera (a la comarca de la Canal de Navarrés).

## Geografia
El relleu el configura fonamentalment la vall oberta del riu Cànyoles, seguint la direcció SO-NE marcada per la Serra Grossa, que flanqueja la vall per la part meridional amb orientació prebètica i la Serra d'Énguera, situada en la part septentrional, última baula del poderós massís cretaci del Caroig.

## Història
Les restes prehistòriques i romanes trobades al poble són de poca entitat, així com les musulmanes en època dels quals fou una alqueria del terme del castell de Montesa. La primera documentació sobre el lloc és de l'any 1244 i fa referència a la cessió dels castells de Vallada i de Montesa per part de l'alcaid de Xàtiva a Jaume I (1208-1276). La seua població musulmana es va mantindre després de la conquesta fins a l'època de Pere III el Gran (1240-1285), i fou poblada en nom del rei Alfons III (1265-1291) amb 120 famílies de cristians el 16 d'octubre del 1289, juntament amb Montesa. L'any 1319 fou donada per Jaume el Just (1267-1327) a l'orde de Montesa, i es va mantindre en eixe senyoriu fins al segle xix. El 14 de setembre de 1547 el mestre de l'orde, Pere Lluís Galceran de Borja, va convertir-la en vila independent i separada de Montesa. L'any 1609 la vila estava poblada per 200 cases de cristians nous, segons el Cens de Caracena.
El trànsit dels contendents en la guerra de Successió es va reflectir en un empobriment de les arques municipals. En 1748 la comarca va sofrir un terratrèmol que obligà els valladins a buscar refugi fora de la població. L'any 1850 hi havia 1973 habitants, que augmentaren a 2757 l'any 1900.

## Demografia
| 1996  | 1998  | 1999  | 2000  | 2001  | 2002  | 2003  | 2004  | 2006  | 2007  | 2021  |
| ----- | ----- | ----- | ----- | ----- | ----- | ----- | ----- | ----- | ----- | ----- |
| 3.089 | 2.972 | 3.064 | 3.151 | 3.117 | 3.185 | 3.275 | 3.339 | 3.288 | 3.409 | 3.092 |

## Economia
La principal activitat econòmica és la indústria de mobles de ratan, bambú, pi, etc. Amb una àmplia oferta de tota mena de mobiliari per a interior i exteriors, amb disseny i amb alternatives per a completar la decoració i moblat de qualsevol habitatge.

## Política i govern

### Composició de la Corporació Municipal
El Ple de l'Ajuntament està format per 11 regidors. En les eleccions municipals de 26 de maig de 2019 foren elegits 9 regidors del Partit Socialista del País Valencià (PSPV-PSOE) i 2 del Partit Popular (PP).
| Eleccions municipals de 26 de maig de 2019 - Vallada                                                                          |                                          |                                     |                                     |        |          |          |
| Candidatura | Candidatura                              | Candidatura                         | Cap de llista                       | Vots   | Vots     | Regidors |
| | Partit Socialista del País Valencià-PSOE |                                     | María José Tortosa Tortosa          | 1.297  | 72,50%   | 9 (+1)   |
| | Partit Popular                           |                                     | Juan Bautista Torres Verdeguer      | 422    | 23,59%   | 2 (-1)   |
| | Vots en blanc                            |                                     |                                     | 70     | 3,91%    |          |
| Total vots vàlids i regidors                                                                                                  | Total vots vàlids i regidors             | Total vots vàlids i regidors        | Total vots vàlids i regidors        | 1.789  | 100 %    | 11       |
| | Vots nuls                                | Vots nuls                           | Vots nuls                           | 184    | 9,33%    |          |
| Participació (vots vàlids més nuls)                                                                                           | Participació (vots vàlids més nuls)      | Participació (vots vàlids més nuls) | Participació (vots vàlids més nuls) | 1.973  | 78,51%** |          |
| Abstenció | Abstenció                                | Abstenció                           | Abstenció                           | 540*   | 21,49%** |          |
| Total cens electoral | Total cens electoral                     | Total cens electoral                | Total cens electoral                | 2.513* | 100 %**  |          |
| Alcaldessa: María José Tortosa Tortosa (PSPV) (15/06/2019) Per majoria absoluta dels vots dels regidors                       |                                          |                                     |                                     |        |          |          |
| Fonts: JEC, JEZ Xàtiva, M. Interior, Periòdic Ara. (* No són vots sinó electors. ** Percentatge respecte del cens electoral.) |                                          |                                     |                                     |        |          |          |

### Alcaldes
Des de 2015 l'alcaldessa de Vallada és María José Tortosa Tortosa de Partit Socialista del País Valencià (PSPV-PSOE). En les eleccions de 2011, Alternativa Independent del Poble de Vallada (AIPV) i el PSPV-PSOE feren un pacte de govern: Vicent Perales (AIPV) es faria càrrec de l'alcaldia els dos primers anys de legislatura i Maria José Tortosa havia d'esdevindre la primera alcaldessa de Vallada en 2013. Però Perales va trencar el pacte amb el PSPV per a fer-ne un de nou amb el PP i així poder mantenir el càrrec fins al 2015.
| Període                       | Alcalde o alcaldessa       | Partit polític | Data de possessió | Observacions |
| ----------------------------- | -------------------------- | -------------- | ----------------- | ------------ |
| 1979–1983                     | José Martínez Cerdá        | AID            | 19/04/1979        | --           |
| 1983–1987                     | José Martínez Cerdá        | ASI            | 28/05/1983        | --           |
| 1987–1991                     | Fernando María Giner Giner | UV             | 30/06/1987        | --           |
| 1991–1995                     | Fernando María Giner Giner | UV             | 15/06/1991        | --           |
| 1995–1999                     | Fernando María Giner Giner | PP             | 17/06/1995        | --           |
| 1999–2003                     | Fernando María Giner Giner | PP             | 03/07/1999        | --           |
| 2003–2007                     | Fernando María Giner Giner | PP             | 14/06/2003        | --           |
| 2007–2011                     | Fernando María Giner Giner | PP             | 16/06/2007        | --           |
| 2011–2015                     | Vicent Perales Calabuig    | AIPV           | 11/06/2011        | --           |
| 2015–2019                     | María José Tortosa Tortosa | PSPV-PSOE      | 13/06/2015        | --           |
| 2019-2023                     | María José Tortosa Tortosa | PSPV-PSOE      | 15/06/2019        | --           |
| Des de 2023                   | n/d                        | n/d            | 17/06/2023        | --           |
| Fonts: Generalitat Valenciana |                            |                |                   |              |

## Monuments
- Castell de Vallada. De vital importància per als musulmans fou destruït durant la colonització feudal i es troba en estat de ruïna absoluta.
- Església de Sant Bartomeu. En l'any 1564 el mestre picapedrer Domingo de Gamieta començaria la construcció de l'actual temple parroquial; que després de diverses fases constructives seria culminat definitivament després de l'edificació de la Capella en la segona meitat a del segle xviii.
- Ermita de Sant Sebastià. L'actual ermita que substituiria a una anterior, ja documentada en el segle xvi, i derrocada al voltant de 40 anys després d'iniciat el segle xviii, quedaria acabada en l'any 1746.
- Capella del Diví Jutge. De 1748. Seria edificada després del terratrèmol d'aquell any, en el lloc que durant molts mesos va estar protegit el Santíssim en improvisada capella, davant el temor de l'enfonsament del temple parroquial.
- Ermita del Santíssim Crist del Mont Calvari. Segle XVIII.
- Casa de la Por. Actual Casa de Cultura.
- Escultura del Pare Presentat. De 1980.
- Museu Arqueològic Municipal.

## Llocs d'interés
- Túnel del sumidor. Es tracta de la cavitat més important del món en desnivellis càrstics. Transcorre per materials del Keuper i presenta un desnivell provisional de 205 metres, en un recorregut d'aproximadament 1.300 metres, fet que la convertix en la cavitat més profunda del món de les desenvolupades en guixos. L'entrada al túnel es troba en una petita depressió en la capçalera del barranc del Penyó, al costat de la mateixa llera. L'entrada dividix el túnel en dos parts, una aigües amunt i l'altra aigües avall. El recorregut del riu aigües amunt és d'uns 500 m, i aigües avall, sobre uns 800 m. La columna vertebral d'esta zona d'interés natural està formada per un eix hidrogràfic triple: Brolladors, Túnel del Sumidor i Font de la Saraella, fet que possibilita l'aparició d'una morfologia subterrània molt pintoresca. Tant els Brolladors com la Font de la Saraella són dues cavitats petites que actualment han sigut reblides o han patit despreniments i apareixen, sobretot la Font de la Saraella, com a simple font. Un altre aspecte important és la qualitat de les aigües, que passen de ser dolces a salades.

## Festes i celebracions
- Sant Vicent Ferrer. Se celebra el dilluns següent al Dilluns de Pasqua.
- Moros i Cristians. De dijous a diumenge de la segona setmana de setembre. Destaquen els vestits, el colorit, la llum i la música del seu principal acte, la desfilada.
- Festes Patronals. Se celebren en honor de Sant Bartomeu, Santíssim Crist del Calvari i Verge de Gràcia durant els dies 18 al 28 d'agost.